# Fernand Mouton
Fernand Mouton (* 18. Oktober 1878 in Breaux Bridge, Louisiana; † 24. Juli 1945) war ein US-amerikanischer Politiker. Zwischen 1916 und 1920 war er Vizegouverneur des Bundesstaates Louisiana.

## Werdegang
Fernand Mouton war der Großneffe des früheren Gouverneurs und US-Senators Alexander Mouton (1804–1885). Zu dieser Familie gehörten außerdem Vizegouverneur Charles Homer Mouton und möglicherweise auch  Marc M. Mouton, ebenfalls Vizegouverneur. Letztere familiäre Verbindung ist aber nicht belegt, vom Namen her aber denkbar. Er besuchte das Draughon’s Business College in Nashville (Tennessee). Danach verdiente er zwei Jahre lang sein Geld als Verkäufer von Obstbäumen. Anschließend wurde er in Lafayette in der Versicherungsbranche tätig. Ab 1903 war er Leiter der Niederlassung der New York Life Insurance Company in Paris. Nach seiner Rückkehr aus Frankreich stieg er in Louisiana auch in das Bankgewerbe ein und war an der Gründung verschiedener Firmen beteiligt. Politisch war er Mitglied der Demokratischen Partei. Er wurde Stadtrat in Lafayette; ab 1912 gehörte er dem Senat von Louisiana an. Dort saß er in mehreren Ausschüssen.
1916 wurde Mouton an der Seite von Ruffin Pleasant zum Vizegouverneur von Louisiana gewählt. Dieses Amt bekleidete er zwischen 1916 und 1920. Dabei war er Stellvertreter des Gouverneurs und Vorsitzender des Staatssenats. Danach verliert sich seine Spur; es ist lediglich bekannt, dass er am 24. Juli 1945 verstarb.